# イロクイ。
イロクイ。は日本のヴィジュアル系バンド。2005年に結成し、2011年に解散し、2023年に再結成した。

## 概要
2005年2月、ゆーり、リツ、はづきを中心にセッション・バンドとして活動開始。2006年3月、ののが脱退し、ゆーりの誘いに応じてなつきが加入した。同年7月にまことが脱退し、しゅうたが加入した。
作詞はゆーりが担当。一曲だけしゅうたとの共同制作がある。作曲ははづき、しゅうた、リツ、なつきが担当するが、ゆーりが作曲した曲も数曲ある。ファンのことをジュリエット、いろこ（女性呼称）、いろおとこ（男性呼称）などと呼ぶ。
所属事務所およびレコードレーベルを転々としながらも、シングル14作、アルバム6作を発売し、解散前の数年間ではシングルがオリコン週間インディーズランキングでトップ5入りを果たしていた。常に新しいことに挑戦してゆくという姿勢で活動し、幻想的な世界観の中に含まれる哀しみ、孤独と夢、愛らしさと残酷さなど、相反する価値観を融合させた独特の音楽性を有していた。2009年11月4日に発売したシングル『ファンタヂックドリーマー～Sleeping beauty～』はオリコン週間インディーズランキングにて1位を獲得するほどの人気を博していた。
「イロクイ。」の後期は、音源の精力的な発売数とは反比例するかのように、公演活動が少なくなっていった。それでも、2011年の夏を目処として、バンド史上もっとも多くの会場にて全国各地を巡演するという大型企画が内々に進められていた。しかし、2011年の春にはバンドの解散が内々にて既定路線となり、夏の全国公演の企画も立ち消えとなってしまった。加えて、2011年5月上旬に開催された東名阪の巡演の時点にて、バンドの解散は内々に確定していた事項であった。
「イロクイ。」は2011年7月2日に赤坂BLITZにて開催された単独公演「鋼鉄の空と涙と夢とプライドと君」をもって解散した。「イロクイ。」は赤坂BLITZと同程度の規模の会場において単独公演に出演した経験を何度か有していたが、チケットが完売したのは、同公演が最初で最後であった。
解散後、しゅうたとリツはGlam Grammarを結成した。ゆーりとはづきは秘密結社パンピーを結成した。なつきはYetiを結成した。

## メンバー
ゆーり/唄
- 8月17日生まれ・O型・175cm・52kg・秋田県出身。
- ブログの更新率が非常に高く、2009年8月は2038件の記事を投稿した。
- 異称:岡田、校長など[5]。
- 解散後は秘密結社パンピーを結成[10]。

はづき/Guitar
- 1月7日生まれ・A型・埼玉県出身。
- 異称:しげる、きよし、ファミチキなど[5]。
- 解散後は秘密結社パンピーを結成[10]。

しゅうた/Guitar
- 12月29日生まれ・A型・178cm・山梨県出身。
- 異称:トゥルティーなど[5]。
- ファッション誌Men's SPIDERのモデルとしても活躍。
- 解散後はGlam Grammarを結成[8][9]。

リツ/Bass
- 1月30日生まれ・O型・山形県出身。
- 異称:山田など[5]。
- 解散後はGlam Grammarを結成[8][9]。

なつき/Drums
- 4月24日生まれ・O型・群馬県出身。
- 異称:ツッキーナ、なっちなど[5]。
- 新バンド「Yeti」で活動中。

## 旧メンバー
のの/Drums
- 2006年2月28日に脱退。後に、Re:disと言う名古屋バンドを結成するが、2010年4月3日に脱退、引退した。

まこと/Guitar
- 2006年6月29日に脱退、引退した。

## ディスコグラフィ

### シングル
1. 色キチ○イ。（2005年8月10日）
2. 色キチ○イ。2ndプレス（2005年10月3日）
3. 前祭-ゼンサイ-（2006年3月15日）オリコンインディーズ週間ランキング13位
4. 間喰-あひだぐひ-（2006年5月17日）オリコンインディーズ週間ランキング7位
5. 完喰-クライキリ-（2006年6月14日）
6. ネガオモタイプ（2006年10月11日）オリコンインディーズ週間ランキング9位
7. ポジセツナイヒ（2006年11月15日）
8. 自己中アリス（2007年2月28日）オリコンインディーズ週間ランキング9位
9. マッド・ハッター・クラッシュ（2007年7月1日）オリコンインディーズ週間ランキング4位
10. ミセス・アルビノとMr.カーボン（2008年3月26日）オリコンインディーズ週間ランキング5位
11. サクラセヴン（2009年3月11日）オリコンインディーズ週間ランキング6位
12. 摩天楼の雨男（2009年7月8日）オリコンインディーズ週間ランキング4位
13. ファンタヂックドリーマー～Sleeping beauty～（2009年11月4日）オリコンインディーズ週間ランキング1位
14. 曖昧ストライプ（2011年3月26日）オリコンインディーズ週間ランキング3位
15. おわらないせかいのおわりかた（2023年10月31日）配信限定

### アルバム
1. 否めないツクスタイプ（2006年8月2日発売）
2. 銀星フレアの戯言（2007年11月28日発売）オリコンインディーズ週間ランキング15位
3. うたうくちびる（2008年10月29日発売）オリコンインディーズ週間ランキング7位
4. オープン・ハート・キングダム（2009年12月2日発売）
5. おわらないせかいのうたいかた（2010年3月31日発売）
6. 確率的です。でも、法則です。（2010年9月22日発売）

### DVD
1. おわらないせかいのうたいかたLIVE（2010年7月7日発売）
2. 鋼鉄の空と涙と夢とプライドと君（2011年9月7日）

### オムニバス
イロクイ。名義のCD未収録の音源のみ。
1. 裏★海賊盤。 004音源集（2007年4月15日発売） m-3「ベケスー」